# Lecomtella madagascariensis
Genre
Espèce
Statut de conservation UICN

CR : 
En danger critique
Lecomtella madagascariensis est une espèce de plantes monocotylédones de la famille des Poaceae, sous-famille des Panicoideae, originaire de Madagascar.
C'est l'unique espèce du genre Lecomtella (genre monotypique), lui-même rattaché à la  tribu des Paspaleae.
L'espèce et le genre ont été décrits par Aimée Antoinette Camus en 1925.
Lecomtella madagascariensis est une plante vivace, aux tiges (chaumes) longs de 50 à 300 cm, qui ressemble à un bambou, bien qu'elle ne soit pas apparentée aux bambous (Bambusoideae).
On ne la trouve que dans le massif d'Andringitra dans la région centrale de Madagascar, à des altitudes allant de 1 600 à 2 400 mètres. Elle est classée comme espèce en danger critique d'extinction par l'UICN. 
Contrairement à de nombreuses autres espèces de la sous-famille des Panicoideae, Lecomtella madagascariensis utilise la voie photosynthétique en C3.
Le genre Lecomtella a été rattaché à la tribu des Paspaleae dans une classification phylogénétique de 2015 , bien qu'une étude phylogénétique de 2013 ait montré qu'il est isolé au sein de la sous-famille des Panicoideae et qu'il serait mieux traité dans une tribu ad-hoc,  des Lecomtelleae.